# Mutnedjmet (Königin)
Mutnedjmet war eine altägyptische Königin der 21. Dynastie, um 1000 v. Chr. Sie war die Schwestergemahlin von König Psusennes I. (etwa 1040 bis um 994 v. Chr.) und die Tochter von Pinudjem I.
Mutnedjmet ist im Luxortempel hinter ihrem Vater Pinudjem I. und neben ihren Schwestern Henuttaui und Maatkare dargestellt. 
Sie ist vor allem durch ihr Grab innerhalb der Grabanlage ihres Gemahls Psusennes I. in Tanis bekannt. Dort war für sie eine Grabkammer angelegt worden, die jedoch schon in der Antike beraubt wurde und dann in der von König Amenemope, vielleicht ihrem Sohn, beigesetzt wurde. Ihr Sarkophag verblieb jedoch in der Kammer. Die Inschriften nennen zahlreiche ihrer Titel: Mutnedjmet war zweite Priesterin des Amun-Re, Erste große Königsgemahlin seiner Majestät, Große des Hauses der Mut, Priesterin der Mut, Priesterin des Chons, Königstochter und Königsschwester.